# Матвеев, Николай Петрович
Никола́й Петро́вич Матве́ев (10 [22] ноября 1865, Хакодате, Япония — 8 февраля 1941, Кобе, Япония) — русский журналист, писатель, поэт, переводчик-японист, краевед Дальнего Востока, автор первой книги по истории Владивостока. Известен также как Никола́й Матве́ев-Аму́рский.

## Биография
Родился в Японии в семье фельдшера русской православной миссии. Возможно, был первым европейцем, рождённым на Хоккайдо. Его отец, Пётр Матвеев, был судовым и консульским лекарем, ранее служил на Тихом океане, после чего работал во Владивостоке модельщиком судостроительного завода. Мать, Феврония, была неграмотной камчадалкой.
Когда Николай был совсем маленьким, его кормилица-японка сбежала вместе с ним из дома и ходила с ним по деревням, показывая всем русского мальчика. Несмотря на то, что позднее Николай Матвеев много лет проведёт в России, он всегда будет любить Японию, язык которой он будет знать в совершенстве.
Образование Матвеев получил во Владивостоке, где окончил Кадровую школу Владивостокского порта и начал работать мастеровым в литейном цехе мастерских военного порта (будущего Дальзавода).
В молодости стал публиковаться в газете «Восточный Вестник», затем в газете «Владивосток» и других дальневосточных, а также сибирских изданиях. Свои заметки и статьи Матвеев подписывал разными именами: «Николай Амурский», «Н. А.», «Краб», «Н. Э-ский», «Странник», «Гейне из Глуховки» и прочими.
В самом начале нового века вышел первый сборник стихов Николая Матвеева, а в 1904 году известный российский издатель Иван Сытин выпустил в свет сборник прозы Матвеева — книгу «Уссурийские рассказы», в которой с большой точностью и наблюдательностью описаны быт и обычаи Приморья.
Во Владивостоке у Матвеева была типография, а у него дома бывали известные писатели, художники, революционеры — Николай Асеев, Давид Бурлюк и другие.
Был основателем и редактором-издателем первого в Сибири и на Дальнем Востоке научно-популярного журнала «Природа и люди Дальнего Востока». В журнале был опубликован ряд статей о деятельности Общества изучения Амурского края (ОИАК), в которой и сам Матвеев, будучи известным краеведом, активно участвовал — был секретарём, а также исполняющим обязанности председателя ОИАК. Вышло 27 номеров журнала, после чего Матвеев был арестован по обвинению в социал-демократической пропаганде. Отсидел около года, освобождён в декабре 1907 года. К журналу уже не вернулся, стал корреспондентом газеты «Далёкая окраина».
В 1910 году отмечалось 50-летие Владивостока. Матвеев, который был председателем юбилейной комиссии, отпечатал в своей типографии «Краткий исторический очерк г. Владивостока» — первую за всё время книгу по истории города.
У Николая Матвеева было 12 детей, среди которых был известный в будущем поэт-футурист Венедикт Март (Матвеев), а также поэт и писатель Николай Матвеев-Бодрый. В семье Матвеевых будет ещё несколько известных поэтов, таких как Иван Елагин, Новелла Матвеева и другие.
В марте 1919 года, после начала Гражданской войны, Николай Матвеев вместе с женой и четырьмя младшими детьми навсегда эмигрировал в Японию. Там, в городе Кобе, он и умер 8 февраля (по другим данным, 10 февраля) 1941 года, в возрасте 75 лет. Похоронен там же на Иностранном кладбище.